# Řád bratrství a jednoty
Řád bratrství a jednoty (srbochorvatsky: Orden Orden bratstva i jedinstva, slovinsky: Red bratstva in enotnosti, makedonsky: Орден братство и единство) bylo vyznamenání Socialistické federativní republiky Jugoslávie založené roku 1943.

## Historie a pravidla udílení
Řád byl založen z rozkazu nejvyššího velitele lidově osvobozenecké armády a partyzánských jednotek Josipa Broze Tita dne 15. srpna 1943 Zákonem o vyznamenáních v Jugoslávské lidově osvobozenecké armádě. Dne 9. června 1945 přijalo Prezidium antifašistické rady pro lidové osvobození Jugoslávie Zákon o řádech a medailích Demokratické federativní Jugoslávie, kterým mj. byly vytvořeny dvě třídy Řádu bratrství a jednoty.
Řád byl udílen za osobní zásluhy při rozšiřování bratrství mezi národy a etniky, za formování a rozvoj politické a morální jednoty lidu.
Celkem byl během své existence řád udělen v 59 545 případech. Celkem bylo uděleno 3 870 řádů I. třídy a 55 675 řádů II. třídy.

## Třídy
Řád byl udílen ve dvou třídách:
- řád I. třídy se zlatým věncem
- řád II. třídy se stříbrným věncem

## Insignie
Řádový odznak má tvar stříbrné pěticípé hvězdy. Uprostřed hvězdy je kulatý medailon. Uprostřed medailonu je na zlatém pozadí státní znak Jugoslávie. Vnější okraj je lemován červeně smaltovaným kruhem se zlatými pěticípými hvězdičkami. Na cípech stříbrné hvězdy je položen věnec.

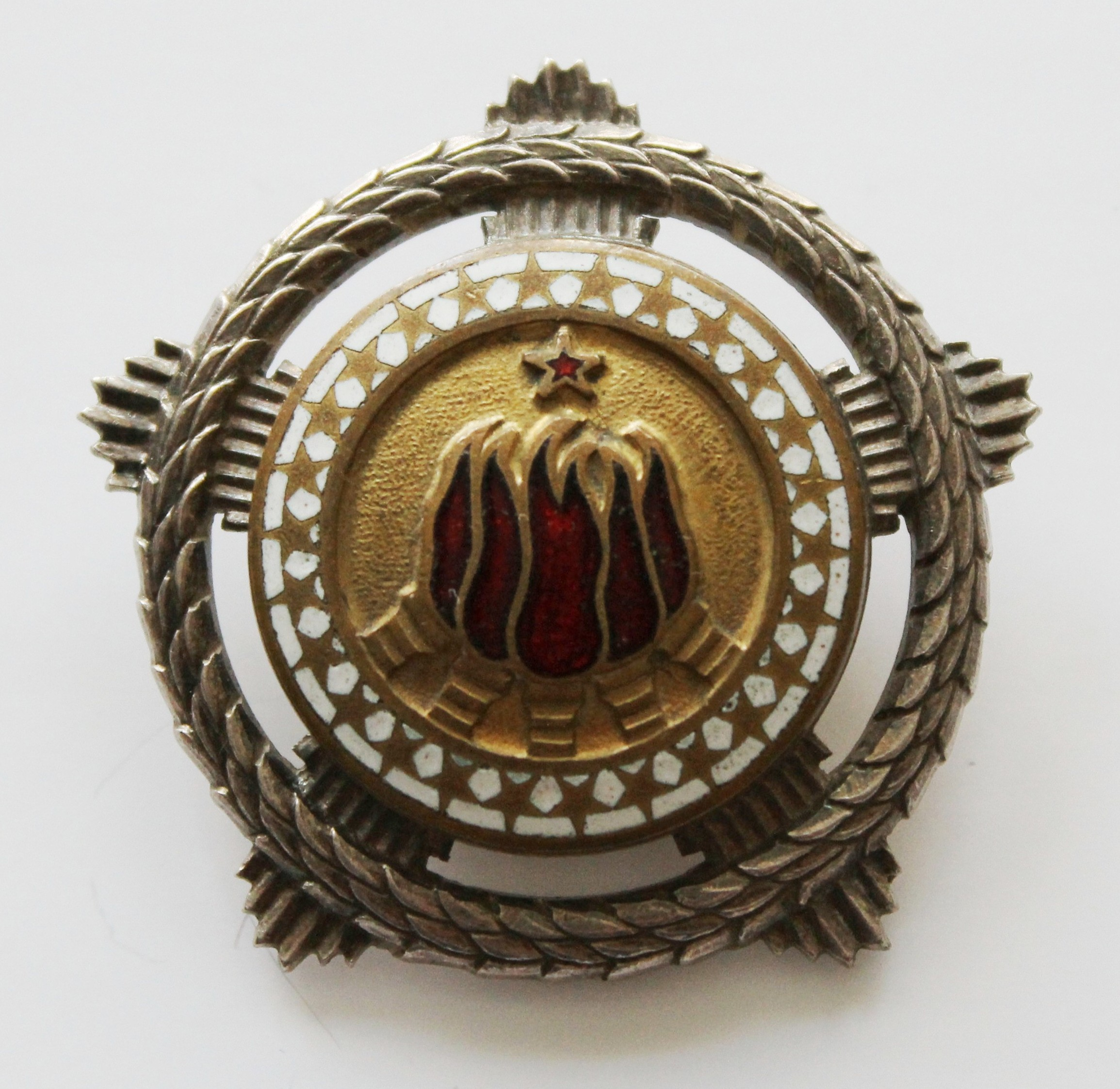
Řád II. třídy
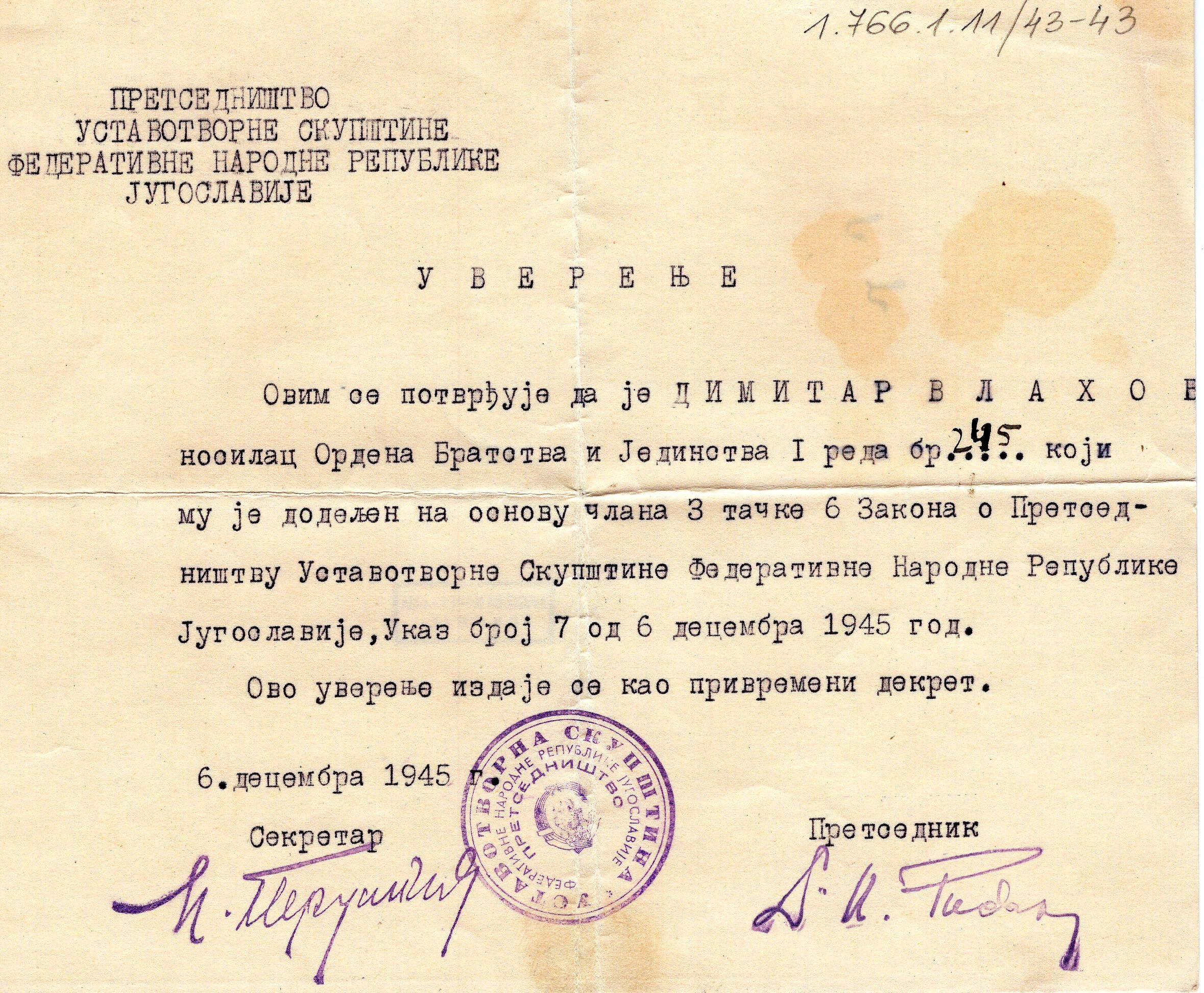
Osvědčení o udělení vyznamenání z 6. prosince 1945